# Valsavarenche
Valsavarenche – miejscowość i gmina we Włoszech, w regionie Dolina Aosty.
Według danych na styczeń 2009 gminę zamieszkiwały 194 osoby przy gęstości zaludnienia 1,4 os./1 km².